# Stea fugară
O stea fugară (în engleză runway star) este o stea care se deplasează cu o viteză anormal de mare în raport celelalte stele din vecinătate.

## Formare
Există două scenarii principale de formare a unei stele fugare. În primul scenariu, este rezultatul unei întâlniri (în sensul astrofizic) a două sisteme binare într-un roi de stele. Această întâlnire poate sparge cele două sisteme, și să le ejecteze în afara roiului. În cele de-al doilea scenariu, o stea explodează în supernovă. Dacă această explozie este asimetrică, ea poate induce pe sistem o viteză de recul (ca la o pușcă).

## Exemple
Un exemplu de stele fugare îl constituie cazurile stelelor de AE Aurigae, 53 Arietis și Mu Columbae, toate acestea deplasându-se una în raport cu cealaltă cu viteze ce depășesc 100 de kilometri pe secundă (viteze comparate cu cea a Soarelui, care se deplasează prin Calea Lactee cu vreo 20 km/s). Recent a fost posibil să se retraseze traiectoria acestor trei stele și să se vadă că ele se aflau cu toatele aproape de Nebuloasa Orion în urmă cu vreo 2 milioane de ani.
Un alt exemplu este cel al obiectului GRO J1655-40, un sistem binar care conține o gaură neagră stelară și o stea din secvența principală, aflate pe orbită una în jurul celeilalte. Gaura neagră din obiectul GRO J1655-40 este probabil cea mai apropiată de Soarele nostru.
Zeta Puppis, care s-a născut în constelația Velele, iar de atunci s-a deplasat cu peste 400 de ani-lumină în raport cu această regiune, este un alt bun exemplu de stea fugară.